# Эмма Шапплин
Эмма́ Шаппли́н (фр. Emma Shapplin, настоящее имя Кристе́ль Мадле́н Жолито́н; 19 мая 1974 года, Париж) — французская певица, композитор и продюсер, выступающая в жанре классического кроссовера.

## Детство и начало карьеры
Родилась 19 мая 1974 года в семье любителей музыки. Петь она начала в 14 лет, когда один из друзей познакомил её с преподавательницей пения. Спустя год родители решили, что их дочь должна стать секретарем, потому запретили ей даже посещение школьного хора. Но Кристель хотела стать профессиональной певицей и тайно репетировала арию Царицы ночи из Волшебной флейты Моцарта.
Вскоре местная хард-рок-группа NORTH WIND предложила ей место лидер-вокалистки. За последующие три года Кристель отказалась от масштабов сопрано и выработала голос, более подходящий для хард-рока.
Тогда же Эмма приняла решение покинуть родительский дом и переехала в Париж, где продолжала заниматься вокалом и одновременно работала, сначала секретарем, затем фотомоделью и оператором коммутатора.
Когда ей было 18 лет, композитор и певец Жан-Патрик Капдевилль убедил её вернуться к классическим урокам, чтобы улучшить технику пения. Она поняла, что хотя рок с сопутствующим ему гедонистическим образом жизни и дал ей больше творческой свободы, чем классическая музыка, этого ей недостаточно, и она создала свой собственный стиль, в котором соединились опера и транс и/или поп-музыка.
Шапплин и Капдевилль впоследствии работали вместе над её первым альбомом — Carmine Meo, музыку для которого написал Капдевилль. За 10 месяцев альбом забрался на верхушку чартов по всему миру и был распродан 100-тысячным тиражом в 40 странах, а в самой Франции тираж альбома перевалил за 200-тысячную отметку, принеся Эмме 2 золотых диска.

## Etterna
Свой второй альбом, Etterna, Эмма решила записать на итальянском языке эпохи барокко XVII века. По её словам, это было сделано потому, что на этом языке поётся естественно, и потому, что он ближе к современному итальянскому, который она использовала в некоторых своих первых уроках классического пения, в то время как старый итальянский «приспособлен для поэзии, мечты и драмы». В частности, она использовала написание «Etterna» для названия альбома и заглавной композиции, так как писал Данте, а не современное «Eterna».
Новый альбом создавался осторожно и скрупулезно в течение длительного периода, дабы не упустить ни одного слова, ни одной фразы, чтобы все было на своем месте. Полные поэтической проницательности и запоминающихся образов, все тексты были написаны Эммой, и она внесла существенный вклад в музыку и аранжировки; в каждой песне есть свой оригинальный характер, созданный ярким воображением, чтобы выразить различные эмоции или идеи. Богатство и запоминаемость образов — все это почти визуальное качество «звуковых картин» Эммы.
Одну из своих песен — «La Notte Etterna» — Эмма иногда исполняет на испанском языке («La Noche Eterna»), а сингл «Discovering Yourself» 
был записан на английском языке.

## Интересные факты
Шапплин почти каждый год посещает Грецию, где выступает с концертами в древнем Афинском театре Одеон Герода Аттического. Она сотрудничала с греческим певцом Джорджем (Йоргосом) Даларасом.
Эмма Шапплин была малоизвестна в Соединённых Штатах до того времени, когда композитор Грем Ревелл воспроизвёл её голос в фильме «Красная планета». Позже Шаплин и Ревелл сотрудничали при производстве второго альбома Эммы. Композиция "Vedi, Maria" звучит в 7-й серии 2-го сезона сериала «Клан Сопрано».
В декабре 2002 года Эмма Шапплин посетила Москву.
В ноябре 2013 года Эмма Шапплин посетила с концертами Москву, Санкт-Петербург, Минск и Киев.

## Дискография
- Carmine Meo (1997, Pendragon Records SL/EMI)
  1. «De l’Abîme au Rivage…»
  2. «Spente le Stelle»
  3. «Vedi, Maria…»
  4. «Carmine Meo»
  5. «Cuor Senza Sangue»
  6. «Favola Breve»
  7. «Reprendo Mai Più…»
  8. «Ombre Dans le Ciel»
  9. «Lucifero, Quel Giorno…»
  10. «Ira Di Dio»
  11. «Miserere, Venere…»
  12. «À la Frontière du Rêve…»

Есть вариант диска с добавкой:
3 MOVIE & RADIO SONGS
- 1. «Dolce Veneno»
  2. «Fera Ventura»
  3. «Discovering Yourself»
- Etterna (2002, Ark 21 Records/Universal Music Group)
  1. «Un Sospir' di Voi»
  2. «Aedeus»
  3. «Da Me Non Venni»
  4. «La Notte Etterna»
  5. «Leonora»
  6. «Celtica»
  7. «La Silente Riva»
  8. «Spesso, Sprofondo»
  9. «Mai Più Serena»
  10. «Nell' Aria Bruna»
  11. «Finale»
  12. «La Notte Etterna»
- El Concierto de Caesarea (live, 2004, Pendragon Records SL/EMI)
  1. «Vedi, Maria…»
  2. «Ira Di Dio»
  3. «Spente le Stelle»
  4. «Meserere, Venere…»
  5. «Cuor Senza Sangue»
  6. «Lucifero, Quel Giorno»
  7. «Spente le Stelle»
  8. «Alleluia»
  9. «Dolce Veneno»
  10. «Fera Ventura»
  11. «Discovering Yourself»
- Masters Of Chants Relax & Spirits Sounds (The Greatest Hits) (2006])
  1. «Intro Mysteries Cathedrall»
  2. «La Notte Etterna»
  3. «Spesso, Sprofondo»
  4. «Cuor Senza Sanque»
  5. «De L’abime Au Rivage…»
  6. «Spente Le Stelle»
  7. «Un Sospir’di Voi»
  8. «Cuerpo Sin Alma (Remix)»
  9. «Aedeus»
  10. «Reprendo Mai Piu…»
  11. «Dolce Veneno»
  12. «Da Me Non Venni»
  13. «Mai Piu Serena»
  14. «Carmine Meo»
  15. «Finale»
  16. «Ira Di Dio»
  17. «Miserere Venere…»
  18. «A La Frontiere Du Reve»
  19. «La Notte Etterna (Remix)»
  20. «Fera Ventura»
  21. «Leonora»
  22. «Discovering Yourself»
  23. «Spente Le Stelle (Live Version)»
- Macadam Flower (2009, Sony Music)
  1. «Nothing wrong»
  2. «The hours on the fields»
  3. «L’absolu»
  4. «Reptile»
  5. «Number 5»
  6. «White sail»
  7. «My soul»
  8. «Sur l’eau»
  9. «Number 9»
  10. «La promenade de San»
  11. «Jealously yours»
  12. «Aedeus variations»